# Mycetophila stylatiformis
Mycetophila stylatiformis är en tvåvingeart som beskrevs av Landrock 1925. Mycetophila stylatiformis ingår i släktet Mycetophila och familjen svampmyggor. Inga underarter finns listade i Catalogue of Life.